# El patito feo
El patito feo (título original en danés: «Den grimme ælling») es un cuento clásico-contemporáneo escrito por Hans Christian Andersen, escritor y poeta danés, sobre un patito particularmente más grande, torpe y feo que sus hermanitos, los cuales le molestaban por lo feo que era. Sin embargo, al crecer, se convierte en un bello cisne que, por un reflejo de agua se da cuenta de que se convirtió en ese maravilloso animal. El cuento fue publicado por primera vez el 11 de noviembre de 1843, con otros tres cuentos de Andersen en Copenhague (Dinamarca) con gran éxito. Fue incluido en la colección de Cuentos nuevos (Nye Eventyr. 1844.).
El cuento ha tenido diversas adaptaciones y versiones para ópera, musical y películas animadas. El argumento es propio de Andersen, sin referencias a otros cuentos de hadas, tradiciones o folclore; en este cuento sintetiza los periodos principales de su vida.
«El patito feo» se ha convertido en una expresión que se aplica a cualquier situación o persona, que de principio es rechazada o mal vista, y después sorprendentemente se convierte en algo inesperado y mucho mejor.

## Cuento
Era un día de verano, con una pata incubando sus huevos en el nido. Uno de los patitos resulta ser desproporcionado con respecto a sus agraciados hermanitos, no se parece físicamente al resto, pero es capaz de lanzarse al agua, sostenerse y nadar. Mamá pata los lleva a la granja, donde el resto de los animales (gallinas, gansos, el pavo...) se ríen de él. El pobre patito no recibe más que picotazos, empujones y burlas. Incluso sus hermanos le maltratan a veces diciéndole: «¡Ojalá te pille el gato, grandullón!» y hasta su madre desea perderlo de vista.
Un día el patito salta la cerca y huye, piensa que los otros animales no quieren estar con él. Se encuentra con patos y gansos salvajes, que perecen en una cacería. Sigue su huida, bajo una tempestad y llega a casa de una viejecita (con un gato y una gallina, que se creen el centro del mundo) donde pasa un tiempo. Pero echa de menos nadar y chapotear en el agua, así que se marcha. Una tarde de otoño divisa una bandada de grandes y hermosas aves blancas que levanta el vuelo. Son cisnes, pero él no lo sabe. Se queda impresionado e inquieto, se siente deseoso de ser como esas magníficas aves. Entonces, llega el crudo invierno y el pobre patito lo pasa muy mal, tanto que casi muere congelado. Un campesino lo rescata del hielo del pantano y lo lleva a su casa, allí se reanima pero pronto tiene que escapar asustado por la mujer y los niños. Pasa el resto del invierno en el pantano, con mucha penuria entre las cañas.
Cuando llega la primavera, es capaz de salir volando hasta un precioso jardín donde una bandada de cisnes aparece. El patito feo se acerca a ellos, temiendo que lo maten a picotazos. Pero éstos nadan a su alrededor y lo acarician con sus picos. De pronto se mira en el agua, ve su imagen reflejada y se da cuenta de que también él es un precioso cisne. Recuerda tantos trabajos pero ahora se siente muy, pero muy feliz. Jamás soñó que podría haber tanta felicidad, cuando era sólo un patito feo.

## Creación y publicación

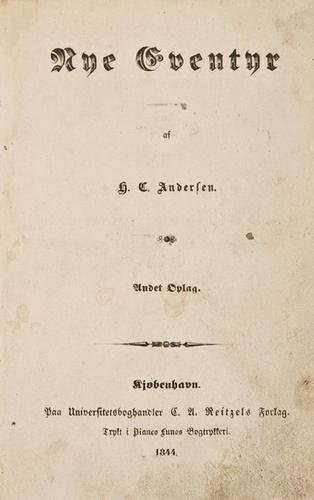
Imagen de la primera página de "Nuevos cuentos" (Nye Eventyr), una colección de cuatro cuentos de hadas escritos por Hans Christian Andersen, entre los cuales se encontraba "El patito feo".

A Andersen la idea de este cuento se le ocurrió en 1842 mientras disfrutaba de la naturaleza durante su estancia en Bregentved; le dedicó aproximadamente un año. Primero pensó titularlo ‘Los jóvenes cisnes’ pero, para mantener la sorpresa de la transformación del protagonista, lo descartó por El patito feo. Más tarde confesó que el cuento era «una reflexión de mi propia vida» y, cuando el crítico Georg Brandes preguntó a Andersen si escribiría su autobiografía, el poeta aseguró que ya la había escrito con El patito feo.
El patito feo se publicó por primera vez en Copenhague, Dinamarca, el 11 de noviembre de 1843, en ‘Nuevos cuentos. Primer libro. Primera colección. 1844’ (en danés, Nye Eventyr. Første Bind. Første Samling. 1844.). Fue la primera vez que la expresión «para niños» no figuró en el título. Esta omisión, según la erudita Jackie Wullschlager, muestra una nueva percepción por parte de Andersen: «Estos [cuentos] fueron los más maduros y perfectamente construidos que escribió; y, aunque algunos desde el principio fueron —y siguen siendo— favoritos de los niños, en ellos Andersen une lo infantil con lo profundo de forma magistral». La primera edición, que constaba de 850 ejemplares, se agotó el 18 de diciembre y la editorial Reitzel programó otros 850.
Este cuento era el cuarto y último de un volumen que incluía (orden en la publicación original): El ángel (‘Englen’), El ruiseñor (‘Nattergalen’) y Los dos enamorados (‘Kjærestefolkene [Toppen og bolden]’). El volumen se agotó casi inmediatamente y el 18 de diciembre de 1843 Andersen escribía:

El libro se vende como los bollos. ¡Todos los periódicos lo alaban, todo el mundo lo lee! Ninguno de mis libros es tan apreciado como estos cuentos de hadas.

Andersen hacía promoción del cuento leyéndolo en alto en fiestas y reuniones. El cuento se volvió a publicar el 18 de diciembre de 1849 en ‘Cuentos de hadas. 1850’ (Eventyr. 1850.) y, otra vez, el 15 de diciembre de 1862 en ‘Cuentos de hadas e historias. Primer volumen. 1862’ (Eventyr og Historier. Første Bind. 1862.). Desde entonces el cuento se ha traducido a diversos idiomas, se ha publicado por todo el mundo y se ha convertido en uno de los cuentos más famosos de Andersen.

## Comentarios y crítica

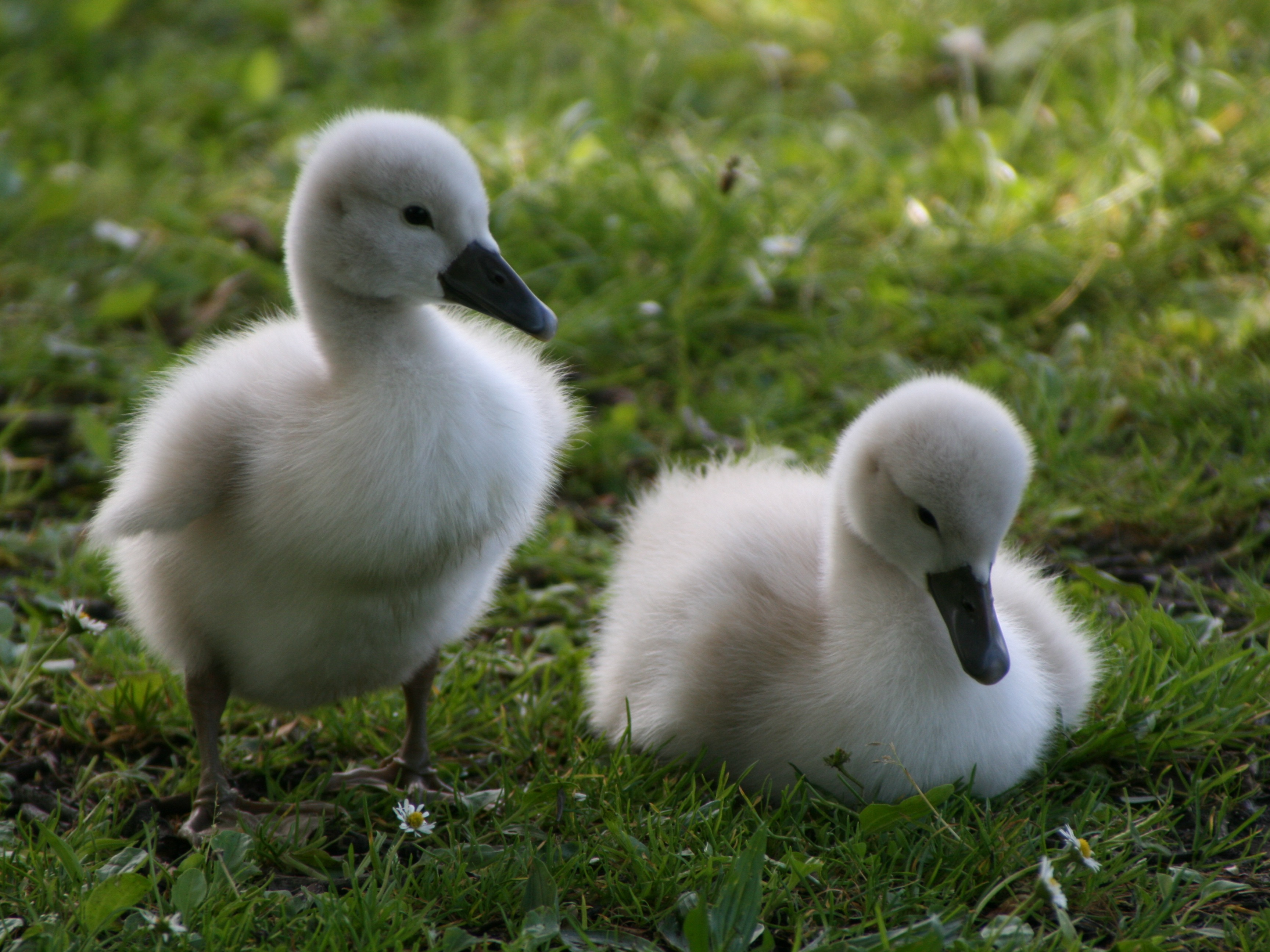
Dos polluelos de cisne blanco donde se aprecian las cortísimas alas y el plumón característico.

En la revisión realizada por la periodista británica Anne Chisholm del libro Hans Christian Andersen: A New Life (escrito por el biógrafo Jens Andersen), escribe: «El mismo Andersen era un chico alto y desgarbado, con nariz y pies grandes; cuando creció con su hermosa voz y su pasión por el teatro los otros chicos le imitaban y se burlaban de él cruelmente». El patito feo es hijo de un cisne cuyo huevo cayó por casualidad en el nido de una pata.
Algunos sugieren que Andersen fue hijo ilegítimo del príncipe Cristián Federico (más tarde rey de Dinamarca como Cristián VIII) y que lo averiguó un poco antes de escribir este cuento. Por eso, convertirse en cisne era una metáfora no sólo de su talento y belleza interior sino también de su linaje real secreto.
Bruno Bettelheim en su libro Psicoanálisis de los cuentos de hadas (‘The Uses of Enchantment: The Meaning and Importance of Fairy Tales’) observa que en El patito feo el protagonista no se enfrenta a tareas, retos o pruebas típicas de los cuentos de hadas.  En la misma línea que Bettelheim, Maria Tatar apunta en ‘The Annotated Hans Christian Andersen’ que Andersen en El patito feo está sugiriendo que la superioridad del personaje reside en que, de hecho, es otra especie diferente de las que se crían en un corral; y que la dignidad y el valor, la superioridad moral y estética están determinados por la naturaleza más que por los logros personales.
Este cuento puede interpretarse como una parodia de la autoestima; se considera una alegoría de la experiencia de la incómoda etapa en el crecimiento de un infante. Como cuento de hadas, puede ser utilizado para hacer que los niños se sientan menos avergonzados sobre sus diferencias. La clave del cuento se resume en esta frase: «¡Qué importa haber nacido en un corral de patos, cuando se ha salido de un huevo de cisne!». Un ejemplo de la vida real podría ser para un niño que actúe diferente a los demás y no se sienta aceptado, provocándole tristeza. El cuento trae la esperanza de que esas diferencias, en lugar de ser defectos, pueden ser cualidades especiales que el futuro premiará:

Crujieron entonces sus plumas, irguió su esbelto cuello y, rebosante el corazón, exclamó:

— ¡Cómo podía soñar tanta felicidad, cuando no era más que un patito feo!

## Adaptaciones

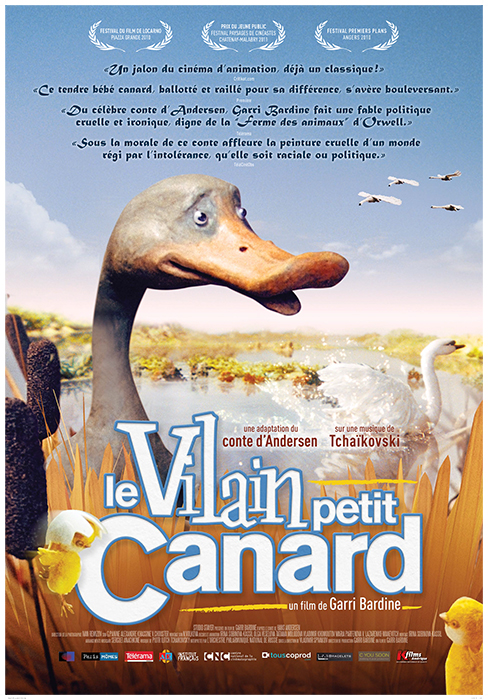
Cartel publicitario francés de la película rusa El patito feo (2010).

- En 1914, el compositor ruso Serguéi Prokófiev escribió una obra para voz y piano basada en la adaptación del cuento original de Andersen realizada por Nina Mershchersky. Años más tarde, en 1932, adaptó la partitura para voz y orquesta.
- En 1931, los estudios Disney adaptaron muy libremente el cuento para realizar uno dibujos animados en blanco y negro. Este cortometraje El patito feo, se emitió como episodio de Silly Symphonies. En esta versión, cuando los huevos eclosionan, salen del nido de una gallina seis pollitos y un patito. «Mamá gallina» y sus polluelos rechazan al patito. Hasta que estalla una tormenta y el valiente patito feo salva a sus hermanitos del agua, consiguiendo el afecto de «Mamá gallina».
- En 1939, Disney lanza una nueva versión —también de dibujos animados y último episodio de Silly Symphonies— en Technicolor, que ganó el Óscar al mejor cortometraje animado. Un patito feo y diferente es rechazado por su familia (pato, pata y cuatro patitos) y busca un amigo por todos los medios. Acaba encontrando una familia de cisnes en la que se integra.
- Entre 1939 y 1957, el patito Dinky (Dinky Duck, en inglés) apareció catorce veces, sin terminar de hacerse popular, en una serie de dibujos animados producidos por Terrytoons.
- En 1952, la comedia musical Hans Christian Andersen, de Charles Vidor, incluye una canción El patito feo, de  Frank Loesser, interpretada por Danny Kaye.
- En 1956, los estudios de animación soviéticos Soyuzmultfilm produjeron su propia versión de El patito feo con una duración de 19 minutos.[9]
- En 1993, se estrenó el musical Honk! basado en El patito feo. En el año 2000 ganó el Premio Laurence Olivier al mejor musical.
- En 1996, Polygram Video et Millimages produjeron una película de animación, El patito feo, realizado por Evelyne Fouché y Vladimir Gontcharov.[10]
- En 1999, el ilustrador estadounidense Jerry Pinkney realizó una versión para niños.[11]
- En 2002-2003, el anime Princess Tutu tiene como personaje principal a Arima Ahiru (Ahiru significa «pato» en japonés) que se convierte en Princess Tutu (una bailarina-cisne).
- En 2006, la película de animación El patito feo y yo (The Ugly Duckling and Me!), una coproducción danesa-británico-francesa, se estrenó en Dinamarca. Se trata de una adaptación moderna, basada en una serie de televisión homónima, que cuenta las aventuras de un cisne llamado «Ugly» (Feo, en español) y una rata de ciudad, «Ratso», que lo adopta.
- En 2010, Garri Bardin dirigió un largometraje musical, con la técnica stop motion y ambientado con música de los ballets de Chaikovski.
- En 2015, el cuento de El patito feo, leído por Stephen Fry, se incluye con otros cuentos de Andersen en la app cuentacuentos «GivingTales» —para chicos y grandes, con subtítulos en siete idiomas— desarrollada a favor de Unicef.